# 水火天満宮
水火天満宮（すいかてんまんぐう）は、京都市上京区にある神社。旧社格は村社。水難火難避けの神といわれる。地元の人には「水火の天神さん」として親しまれている。

## 祭神
- 菅原道真（すがわらのみちざね）

## 歴史
923年（延長元年）、醍醐天皇の勅願により水難火難除けの守護神として延暦寺の尊意僧正に勅命があり、菅原道真の神霊を勧請し建立された。以前は同じ上京区の上天神町にあったが、堀川通の拡張に伴って1952年に現在の場所に移転した。

## 境内
境内には、末社六玉稲荷をはじめとし、道真の霊が降り立ったといわれる登天石、近年出世した人が寄進した出世石、眼病に効くといわれる井戸水「金龍水」や安産の石「玉子石」がある。
また1695年（元禄8年）に都への出入り口30箇所に木杭で作られた標識があったが、朽ちたため1717年（享保2年）、石に作り変えられたといわれる「是より洛中荷馬口付のもの乗べからず」と記した石標もある。
堀川通沿いの鳥居横には、孝学堂跡の石碑もある。これは、江戸時代に天満宮宮司の孝道が境内に開設した学問塾跡である。

## 現地情報
所在地
- 京都府京都市上京区堀川通上御霊前上る扇町722-10

交通アクセス
- 最寄バス停：京都市営バス バス停「天神公園前」下車後、徒歩すぐ
- 最寄駅：京都市営地下鉄烏丸線 鞍馬口駅下車後、徒歩約10分